# 前德门苏木
前德门苏木是中华人民共和国内蒙古自治区通辽市扎鲁特旗下辖的一个苏木。
2012年1月20日，内蒙古自治区人民政府批复同意从黄花山镇划出部分区域，设置前德门苏木，辖前德门、巴彦巨日合、四家子、吉日花、扎格斯台、协日塔拉、敖干朝鲁、五家子8个嘎查，驻前德门。

## 行政区划
前德门苏木下辖以下村级行政区划单位：
前德门嘎查、协日塔拉嘎查、巴彦巨日合嘎查、敖干朝鲁嘎查、扎格斯台嘎查、五家子嘎查、吉日花嘎查和四家子嘎查。